# Tenge alu
Tenge alu (russe : Тенге алу, kazakh : Теңге алу ou Теңге ілу) ou koumis-alu (russe : кумис-алу) ou encore tyiyn enmeï (kirghize : тыйын энмей) (attraper la monnaie,) est un jeu populaire du Kazakhstan et du Kirghizistan impliquant des éléments de voltige en ligne. 

## Origine
Cette discipline très ancienne est probablement à l'origine un entraînement militaire, afin que les cavaliers soient capables de ramasser une arme ou un objet par terre sans interrompre leur course. Ces concours auraient impressionné Alexandre le Grand lors de sa conquête de l'Asie centrale, qui se serait écrié « Voilà la véritable préparation qu'il faut à un cavalier. ». De fait, l'Europe « civilisée » n'a commencé à développer la voltige qu'assez tard (vers le XVIIe siècle), les apports de connaissance venant principalement des peuples nomades, et en particulier les kirghizes, kazakhs et cosaques.

## Règles
Le cavalier doit lancer son cheval au galop et ramasser en se baissant des pièces ou d'autres objets par terre. Les objets sont distants de 100 à 300 m. Le gagnant est le cavalier qui ramène le plus d'objets ; si la partie se déroule par équipes, c'est l'équipe qui a ramassé le plus d'objets qui remporte la partie. Si les objets à ramasser sont des pièces, il est possible qu'elles constituent le prix récupéré par le cavalier.
Dans le tyiyn enmeï, les objets à ramasser sont placés dans des trous d'environ 2 cm de profondeur.
La personne qui arbitre la partie porte le titre de kalys kishi (russe : калыс киши).
Les variantes du jeu peuvent apporter de légers changements : dans le tenge-liu, les cavalier doivent ramasser entre 10 et 20 pièces situées à 20 m les unes des autres.

## Pratique
Le jeu était notamment pratiqué à l'occasion de festivités comme les mariages.
En 2004, l'Association des sports nationaux a été créée au Kazakhstan, dont le conseil d'administration est présidé par Noursoultan Nazarbayev. L'association se charge du développement des sports traditionnels kazakhs, comme le tenge alu.
Des compétitions de tenge alu sont organisées au niveau international, comme celle du festival « Нұр Отан » de 2015 qui célèbre les 20 ans de la Constitution du Kazakhstan.